# Fête des belles eaux
Fête des belles eaux est une œuvre d'Olivier Messiaen écrite en 1937 pour six ondes Martenot. Elle a été créée au moment de l'Exposition universelle de 1937 à Paris, pour un spectacle « son et lumière » présenté le long de la Seine où fontaines et feux d'artifice étaient chorégraphiés sur des musiques écrites pour l'occasion. Messiaen a choisi un sextuor d'Ondes Martenot pour traduire le mystère de l'eau et l'éclat des feux.

## Structure
L'œuvre se compose de huit mouvements, et dure approximativement trente minutes.
1. Premières fusées
2. L'eau
3. Les fusées
4. L'eau
5. Les fusées
6. L'eau à son maximum de hauteur
7. Superposition de l'eau et des fusées
8. Feu d'artifice final

Le thème de l'eau a été repris quelques années plus tard par Messiaen dans le cinquième mouvement (« Louange à l'Éternité de Jésus ») de son Quatuor pour la fin du Temps (1940).

## Utilisations de l'œuvre dans d'autres domaines
On peut entendre le mouvement de L'eau (sous le titre Oraison) dans la bande originale du film The Revenant (2015) d'Alejandro González Iñárritu, au moment où Leonardo DiCaprio sort de la carcasse d'un cheval mort, dans laquelle il s'était endormi.